# ’Allelujah! Don’t Bend! Ascend!
’Allelujah! Don’t Bend! Ascend! — четвёртый студийный альбом канадской построк-группы Godspeed You! Black Emperor, выпущенный в 2012 году. После воссоединения в 2010 году группа провела турне и выпустила альбом на концерте в Бостоне 1 октября 2012, с официальной датой выхода в Европе — 15 октября и через день в остальных частях света. Альбом получил положительные оценки и стал точкой воссоединения коллектива. За этот альбом группа стала лауреатом канадской премии Polaris Music Prize 2013 года.
Эли Клеман из Sputnikmusic сказал, что альбом имеет «неизмеримую ширину и глубину» и является «незабываемым впечатлением».. Анжей Луковски из Drowned in Sound сказал, что этот релиз — «скромнейшая и великолепнейшая запись, подтверждающая воссоединение группы»

## Треки
Виниловое издание альбома имеет более длинные треки «Mladic» и «We Drift Like Worried Fire» представляя более короткие, «дроновые» треки «Their Helicopters' Sing» и «Strung Like Lights at Thee Printemps Erable». На 12" пластинке есть инструкция о том, в каком порядке следует воспроизводить стороны. Финальная песня замедляется на LP, удлиняя композицию на две минуты.
Трек-лист винилового издания: A1 («Mladic»), B1 («Their Helicopters' Sing»), A2 («We Drift Like Worried Fire») и B2 («Strung Like Lights at Thee Printemps Erable»).
В CD издании, все 4 трека находятся на одном диске. «Mladic» и «We Drift Like Worried Fire» являются переработкой предыдущих концертных записей, больше известных как «Albanian» и «Gamelan», исполненные в 2003 году.

### Компакт-диск
| №  | Название                                      | Длительность |
| -- | --------------------------------------------- | ------------ |
| 1. | «Mladic»                                      | 20:00        |
| 2. | «Their Helicopters' Sing»                     | 6:30         |
| 3. | «We Drift Like Worried Fire»                  | 20:07        |
| 4. | «Strung Like Lights at Thee Printemps Erable» | 6:32         |

### Винил 12"
| №  | Название                     | Длительность |
| -- | ---------------------------- | ------------ |
| 1. | «Mladic»                     | 19:53        |
| 2. | «We Drift Like Worried Fire» | 19:57        |

### Винил 7"
| №  | Название                                      | Длительность |
| -- | --------------------------------------------- | ------------ |
| 1. | «Their Helicopters' Sing»                     | 6:24         |
| 2. | «Strung Like Lights at Thee Printemps Erable» | 8:28         |

## Участники
- Тьерри Эймар — гитара
- Дэвид Брайант — гитара
- Брюс Коудрон— барабаны, перкуссия
- Эйдан Гирт— барабаны, перкуссия
- Норсола Джонсон— виолончель
- Эфрим Менак — гитара
- Майк Мойа — гитара
- Мауро Пеценте — бас гитара
- Софи Труде— скрипка

## Позиции в чартах
| Чарт (2012)                            | Позиция |
| -------------------------------------- | ------- |
| Бельгия/Фландрия (Ultratop)            | 49      |
| Бельгия/Валлония (Ultratop)            | 118     |
| Нидерланды (Album Top 100)             | 95      |
| Финляндия (Suomen virallinen lista)    | 47      |
| Швейцария (Schweizer Hitparade)        | 94      |
| Великобритания (UK Albums Chart)       | 41      |
| США (Billboard 200)                    | 45      |
| США (Billboard Independent Albums)     | 9       |
| США (Billboard Top Alternative Albums) | 13      |
| США (Billboard Top Rock Albums)        | 18      |